# Song of the Bailing Man
Song of the Bailing Man je páté album skupiny Pere Ubu. Je to také poslední album před rozchodem skupiny, který trval od roku 1982 až do roku 1987.

## Seznam skladeb
Všechny skladby napsali Fier, Maimone, Ravenstine, Thomas a Thompson.
1. "The Long Walk Home" – 2:34
2. "Use of a Dog" – 3:17
3. "Petrified" – 2:16
4. "Stormy Weather" – 3:20
5. "West Side Story" – 2:46
6. "Thoughts That Go by Steam" - 3:47
7. "Big Ed's Used Farms" - 2:24
8. "A Day Such as This" - 7:17
9. "The Vulgar Boatman Bird" - 2:49
10. "My Hat" - 1:19
11. "Horns Are a Dilemma" - 4:21

## Sestava
- Mayo Thompson – kytara
- Anton Fier – bicí, piáno, marimba, perkuse
- Tony Maimone – baskytara
- Allen Ravenstine – syntezátory EML
- David Thomas – zpěv